# Kuże (Białoruś)
Kuże (biał. Кужы; ros. Кужи) – chutor na Białorusi, w obwodzie grodzieńskim, w rejonie werenowskim, w sielsowiecie Bieniakonie, przy granicy z Litwą.
Dawniej istniały wsie Kuże Wielkie, Kuże Małe oraz kolonia Kuże. W dwudziestoleciu międzywojennym leżały w Polsce, w województwie nowogródzkim, w powiecie lidzkim, do 11 kwietnia 1929 w gminie Mackiszki, następnie w gminie Bieniakonie.
Po II wojnie światowej Kuże Małe oraz kolonia Kuże znalazły się w granicach Białoruskiej SRR, a Kuże Wielkie w Litewskiej SRR. 